# Carsten Niebuhr
Carsten Niebuhr, o Karsten Niebuhr (Lüdingworth, 17 marzo 1733 – Meldorf, 26 aprile 1815), è stato un matematico, cartografo ed esploratore tedesco, al servizio dello Stato danese.

## Biografia
Niebuhr nacque a Lüdingworth (oggi parte di Cuxhaven (Bassa Sassonia) nell'Elettorato di Hannover Brema-Verden, figlio di un piccolo agricoltore. Ebbe un'istruzione scadente, e per numerosi anni della sua gioventù egli dovette impegnarsi nel lavoro di agricoltore. Era portato per la matematica e s'impegnò per ottenere alcune lezioni di agrimensura. Mentre lavorava in questo campo avvenne che uno dei suoi insegnanti gli propose nel 1760 di unirsi a lui nella spedizione che stava organizzando re Federico V di Danimarca per condurre un'esplorazione scientifica dei pressoché sconosciuti Egitto, Arabia e Siria.

## Il viaggiatore e l'esploratore
Per qualificare se stesso per il lavoro di agrimensore e geografo, Niebhur studiò duramente matematica per un anno e mezzo prima che la spedizione partisse, e operò anche per acquisire alcuni rudimenti della lingua araba. La spedizione salpò nel gennaio 1761 e approdò ad Alessandria d'Egitto, risalendo poi il Nilo. Procedendo verso Suez, Niebuhr effettuò una visita al Monte Sinai e nell'ottobre 1762 la spedizione fece vela da Suez per Gedda, procedendo poi per via terra in direzione di Mokha. Qui, nel maggio 1763, il filologo della spedizione, Frederik Christian von Haven, morì. Fu seguito poco dopo dal naturalista Peter Forsskål. Fu visitata Ṣanʿāʾ, la capitale dello Yemen, ma i membri della spedizione restanti soffrirono così tanto per il clima o per la condotta di vita che tornarono presto a Mokha.
Niebuhr sembra avesse salvato la vita e recuperato la propria salute grazie al fatto d'aver adottato le abitudini locali, sia per quanto riguardava l'abbigliamento, sia per quanto concerneva l'alimentazione. Da Mokha la nave salpò per Bombay, con il disegnatore della spedizione, Georg Wilhelm Baurenfeind, morto durante la navigazione e col medico, Christian Carl Cramer, che ne seguì le sorti subito dopo essere sbarcato. Niebuhr era ora il solo membro sopravvissuto della spedizione. Rimase a Bombay quattordici mesi, quindi tornò verso casa attraverso Mascate (Oman), Bushehr, Shiraz (Iran) e Persepoli, dopo aver visitato le rovine di Babilonia e dirigendosi dopo verso Baghdad, Mosul e Aleppo.  Sembra abbia visto l'Iscrizione di Behistun verso il 1764.  Dopo una visita a Cipro effettuò un giro attraverso la Palestina, attraversando le montagne del Tauro verso Brussa, raggiungendo Costantinopoli nel febbraio 1767 e Copenaghen nel successivi mese di novembre.
Si sposò nel 1773 e per alcuni anni occupò un posto nel servizio militare danese che gli consentì di fissare la propria residenza a Copenaghen. Nel 1778, tuttavia, accettò un posto nel servizio civile dell'Holstein danese e fissò la sua residenza a Meldorf (Dithmarschen), dove morì nel 1815.

## Lo studioso
Niebuhr fu un osservatore accurato e attento, aveva l'istinto dello studioso, era animato da fini di alta moralità ed era rigorosamente coscienzioso e pignolescamente affidabile nel registrare i risultati delle sue osservazioni.
I suoi lavori sono stati a lungo dei classici per quanto riguarda la geografia, i popoli, le antichità e l'archeologia di molti dei distretti dell'Arabia che egli traversò. Il suo primo volume, Beschreibung von Arabien (Descrizione dell'Arabia), fu pubblicato a Copenaghen nel 1772, col governo danese che coprì le spese a causa delle sue abbondanti illustrazioni. Esso fu seguito nel 1774-1778 da altri due volumi, Reisebeschreibung von Arabien und anderen umliegenden Ländern (Viaggi in Arabia e in altri paesi vicini). Il quarto volume non fu pubblicato fino al 1837, molto tempo dopo la sua morte, sotto la cura editoriale della figlia di Niebuhr. Egli si prese anche l'incarico di far uscire il lavoro del suo amico Forsskål, il naturalista della spedizione, sotto i titoli di Descriptiones animalium, Flora Aegyptiaco-Arabica e Icones rerum naturalium (Copenaghen, 1775-1776). Niebuhr contribuì anche a redigere le pagine di un periodico tedesco, the Deutsches Museum, sull'interno dell'Africa, sulle condizioni politiche e militari dell'Impero ottomano e su altri soggetti.
Nel 1776 Niebuhr fu eletto membro corrispondente dell'Accademia reale svedese delle scienze.

## Lavori
Traduzioni francesi e neerlandesi dei suoi scritti sono stati pubblicati durante la sua vita ed è stata pubblicata anche una traduzione condensata in inglese, a opera di Robert Heron, dei suoi primi tre volumi a Edimburgo nel 1792. Un facsimile della traduzione del 1792, "Travels through Arabia" by "M. Niebuhr", è stata edita in due volumi dalla Libraire du Liban di Beirut, ma senza che la data fosse riportata.